# Воја Чолановић
Воја Чолановић (Босански Брод, 1922 — Београд, 14. октобар 2014) био је српски писац, новинар и први уредник Научног програма Телевизије Београд.

## Биографија
Воја (право име: Војислав) Чолановић родио се 15. септембра 1922. у Босанском Броду; од 1925. до 1932. живео је у Славонском Броду, а отада је непрекидно у Београду, у Улици краља Милутина 7 на Врачару. Непосредно по Шестоаприлском рату 1941, матурирао је у Трећој мушкој гимназији. Због окупације, школовање је могао да настави тек након Другог светског рата и демобилизације из ратног ваздухопловства, у чијим је операцијама учествовао као ваздушни стрелац, за шта је добио орден за храброст. Студирао је на Филозофском, Филолошком и Правном факултету, и дипломирао на Високој новинарској и дипломатској школи (једна од претача Факултет политичких наука). У Танјугу и Југопресу радио је као уредник за науку, културу и уметност, уређивао светску књижевност у издавачкој кући Рад, био оснивач и први уредник Научног програма Телевизије Београд. Неко време радио је и као драматург у Београдском драмском позоришту. У својству телевизијског посленика, уредио је велики број емисија према властитом сценарију. Посебно је била запажена његова серија Кривуља стваралачког процеса, чије су епизоде представљале покушај медијског дочаравања креативног процеса од почетне идеје до коначног уобличења најпознатијих достигнућа домаћих научника и уметника. За сценарио ТВ филма Уместо кристалне кугле, Чолановић је награђен (1975) бронзаном Приx Футура на истоименом бијеналу футуролошког ТВ филма у Западном Берлину, а за Винчу, метрополу искони (1990) сребрном плакетом „Никола Тесла” на 16. Међународном фестивалу научно-техничког филма у Београду. Учествовао је Чолановић у књижевном животу средине, био члан уредништва у Савременику и Књижевности, водио београдску редакцију југословенског часописа Encyclopaedia Moderna. Од 1966. до1968. био је секретар, а од 1980. до 1982. председник Српског ПЕН Центра. Шездесетих година прошлог века, вршио је дужност секретара Пагвашке групе Србије, националног огранка покрета који су 1957. основали Ајнштајн и Расел. Бавио се и есејистиком, а са енглеског је превео низ битних књига, између осталих: дела Фокнера, Јуџина О’Нила, Бернарда Маламуда, Ајрис Мердок, Ернеста Џонса, Тревора Линга. Чолановић је био полиглота. Говорио је енглески, француски, немачки, руски, италијански, латински, јапански и пољски.
Преминуо је, након краће болести, 14. октобра 2014. године у Београду и сахрањен на градском гробљу Лешће.

## Награде
- Међународна награда „Бенито Хуарез”, за роман Друга половина неба.[3]
- НИН-ова награда, за роман Зебња на расклапање, 1987.[4]
- Андрићева награда, за збирку приповедака Осмех из црне кутије, 1992.
- Награда „Борисав Станковић”, за роман Ода мањем злу, 2012.
- Награда „Данко Поповић”, за роман Ода мањем злу, 2012.[5]
- Награда „Стеван Сремац”, за роман Ода мањем злу, 2012.
- Награда Удружења за очување традиционалних вредности Београда „6. април”, за животно дело, 2012.

Роман Ода мањем злу био је у ужем избору за НИН-ову награду.

## Дела

#### Књиге приповедака
- Оседлати мећаву (1958)
- Мирис промашаја (1983)
- Осмех из црне кутије (1993)

#### Романи
- Друга половина неба (1963)
- Пустоловина по мери (1969)
- Телохранитељ (1971)
- Леви длан, десни длан (1981)
- Зебња на расклапање (1987)
- Џепна коб (1996)
- Лавовски део ничега (2002)
- Ода мањем злу (2011)

Роман Зебња на расклапање преведен је на француски језик (фр. Une angoisse pliante) и објављен 1992. у издању париске издавачке куће „Ноел Бландин”.

#### Друго
- Легенде о старим јапанским јунацима (1967)
- Прекрајање живог (1998)

Јелена Журић докторирала је 2018. дисертацијом на тему Поетика прозе Воје Чолановића. У издању Службеног гласника 2019. објављена је књига дневничких записа Воје Чолановића Шапат испод обешених: из мојих дневника за немачке окупације, а 2022. у издању РТС-а књига О опстанку и бивству: (дневнички записи 1942–1945).